# Stelnummer
Et stelnummer er et nummer, som bruges til at identificere genstande for at kunne skelne disse fra hinanden.
Stelnumre bruges primært til cykler, knallerter og motorcykler. Udtrykket bruges også til biler, busser og anhængere, selvom det korrekte udtryk her er chassisnummer.
Færdselsstyrelsen fastsætter krav til stelnumre ud fra EU-direktiver. Kravet til registreringspligtige køretøjer (knallerter undtaget) og anhængere er et 17-tegns stelnummer, en såkaldt VIN-mærkning.
Knallerter skal være forsynet med en fabrikationsplade med stelnummer. Ikke-registreringspligtige knallerters fabrikationsplade skal desuden indeholde typegodkendelsen.
Stelnummeret skal ikke forveksles med et eventuelt motornummer.